# Краснознамённая улица (Воронеж)
Краснознамённая у́лица — улица Воронежа, которая начинается от улицы 20 лет Октября, заканчивается у ул. Есенина и идёт вдоль улиц Моисеева и Челюскинцев.

## История
Улица возникла в середине XIX века и проходила по воронежско-донскому водоразделу в южном направлении. Территория, окружавшая улицу, использовалась многочисленными кустарными кирпичными заводами для добычи глины. За многочисленные карьеры местность прозвали «Ямки».
В начале XX века «Ямки» начали заселяться, карьеры — закапываться. К этому времени в районе перекрестка с улицей Чапаева, у изголовья большого Чижовского оврага, находилось несколько промышленных предприятий: восковой завод «Пчела», красочная фабрика «А. Г. Просвиркина и Ко», единственный в Европе завод по производству яичного порошка «Эгго». Южнее располагался военный городок — Чижовские казармы.
В довоенные годы по Краснознамённой провели трамвайную ветку, напротив Чижовских казарм построили госпиталь. Улица заканчивалась трамвайным кольцом на месте нынешней кольцевой авторазвязки улиц Матросова и Острогожской. Дальше на юг и юго-запад шли дороги на Острогожск и Девицу.
Во времена немецкой оккупации правобережья города населению было приказано покинуть город. Краснознамённая улица превратилась в тракт, куда стекались городские жители, направлявшиеся в село Малышево и на правый берег Дона. Часть населения, в основном старики, дети и больные из городских больниц были вывезены немцами автотранспортом и расстреляно в Хохольском районе и Песчаном Логу
После войны улица протянулась дальше на юг, упершись в территорию военного аэродрома. По обеим её сторонам образовался новый квартал частной застройки, а на самой оконечности построили Институт противопожарной службы.

## Здания
- № 2 — отдел главного управления Министерства юстиции РФ по ЦФО в Воронежской области
- № 14 — гостиница «Орбита» (для артистов и администраторов цирка)
- № 10 — отдел БТИ Ленинского района
- № 16 — отдел Ленинского РОВД
- № 33 — дом до 1917 года принадлежал Пучкову, который покинул Воронеж после революционных событий. В 1918 году в здании была открыта начальная школа.[1]
- № 57 — Воронежский птицекомбинат[2]
- № 74 — Школа № 40

- № 106—416 военно-клинический госпиталь, ФГКУ
- № 153/5 — Военно-воздушная академия им. профессора Н. Е. Жуковского и Ю. А. Гагарина
- № 231 — Воронежский институт государственной противопожарной службы МЧС России

### Чижовские казармы (№ 93-№ 171)
В краеведении эти здания вместе с домом, находящимся по адресу ул. Чапаева № 42а, получили название «Чижовские казармы». Казармы были построены с 1910 года по 1914 год для двух кавалерийских полков. Вначале их называли Новыми казармами, а с 1913 года, когда праздновали 300 лет дома Романовых, их переименовали в Романовские. При этом территория, занимаемая ими, стала называться Романовской слободой. С июля 1923 года казармы снова получили новое название, и стали именоваться Красными или Военным городком им. Н. И. Муралова. В 2000 году здесь размещался Военный городок № 1 им. Фрунзе.
23 сентября 2009 года в доме № 171а произошел взрыв склада пиротехники. Один человек погиб. Трагедия стала причиной увольнения ответственных за это должностных лиц.

## Транспорт
До 15 апреля 2009 года по улице курсировал трамвай № 2. В период максимального развития по улице ходили 3 маршрута: № 2, № 14, № 21. В настоящее время рельсы на улице частично демонтированы.
По Краснознаменной в настоящее время ходят автобусы № 3, № 5, №21, № 23, № 24, № 51, № 73, №80, № 92, № с93, № 141, №147, № 152.